# Longitarsus bertii
Longitarsus bertii is een keversoort uit de familie bladkevers (Chrysomelidae). De wetenschappelijke naam van de soort werd in 1973 gepubliceerd door Leonardi.